# Hylobius transversovittatus
Hylobius transversovittatus – owad z rzędu chrząszczy, zasiedlający Europę, Syberię i Kaukaz. Jeden z ryjkowców występujących w Polsce, długość 7,5-11 mm. Ciało czerwonobrunatne. Na pokrywach skrzydłowych delikatnie zarysowana przepaska z małych plamek.
Osobniki dorosłe są spotykane w całej Polsce. Larwy tego owada rozwijają się w korzeniach krwawnicy pospolitej.